# كلاوس مورش الأب
كلاوس مورش الأب (16 أبريل 1912 – 14 مارس 2004) هو مبارز بالسيف نرويجي راحل، مثّل بلاده في الألعاب الأولمبية الصيفية 1948.

## روابط خارجية
كلاوس مورش الأب على موقع أوليمبيديا (الإنجليزية)